# Echium triste
Echium triste är en strävbladig växtart. Echium triste ingår i släktet snokörter, och familjen strävbladiga växter.

## Underarter
Arten delas in i följande underarter:
- E. t. nivariense
- E. t. triste
- E. t. gomeraeum
- E. t. gomeraeum